# Juan José Paredes
Juan José Paredes Guzmán (ur. 27 listopada 1984) – piłkarz gwatemalski grający na pozycji bramkarza.

## Kariera klubowa
Karierę piłkarską Paredes rozpoczął w klubie Deportivo Marquense. W sezonie 2004/2005 zadebiutował w jego barwach w pierwszej lidze gwatemalskiej. W 2005 roku odszedł do CD Heredia, a na początku 2006 roku został piłkarzem CD Suchitepéquez. W sezonie 2007/2008 grał w CD San Benito. Z kolei jesienią 2008 występował w Deportivo Mixco, a wiosną 2009 - w Deportivo Jalapa, z którym wywalczył mistrzostwo fazy Clausura. Latem 2009 przeszedł do CSD Comunicaciones. W sezonie 2010/2011 został mistrzem Apertury i Clausury.

## Kariera reprezentacyjna
W reprezentacji Gwatemali Paredes zadebiutował 21 stycznia 2011 w wygranym 2:1 meczu Copa Centroamericana 2011 z Nikaraguą. W 2011 roku został powołany do kadry na Złoty Puchar CONCACAF 2011. Na tym turnieju był rezerwowym dla Ricardo Jéreza i nie rozegrał żadnego spotkania.